# Epigelasma occidentalis
Epigelasma occidentalis är en fjärilsart som beskrevs av Claude Herbulot 1972. Epigelasma occidentalis ingår i släktet Epigelasma och familjen mätare. Inga underarter finns listade i Catalogue of Life.